# Nagari Jawi-Jawi Guguak
Nagari Jawi-Jawi Guguak is een bestuurslaag in het regentschap Solok van de provincie West-Sumatra, Indonesië. Nagari Jawi-Jawi Guguak telt 3068 inwoners (volkstelling 2010).